# Paulo Remédios
Paulo Remédios (* 1959 in Lahane, Dili, Portugiesisch-Timor) ist ein Politiker und Jurist aus Osttimor. Er gehört der Partei Congresso Nacional da Reconstrução Timorense (CNRT) an.

## Werdegang
Paulo Remédios ist der Sohn der Osttimoresin Teresa Remédios und des Portugiesen Leonel Remédios. Paulo wuchs in Baucau auf. Mitte der 1970er-Jahre kam er nach Portugal, wo er die vierte Klasse abschloss. In Macau absolvierte er die Schule weiter bis zur siebten Klasse. 1978 studierte Remédios Rechtswissenschaften gleichzeitig an der Katholischen Universität Portugals und der Universität Lissabon. Nach einem Jahr musste er den Studiengang an der Katholischen Universität wegen der hohen Studiengebühren aufgeben und absolvierte sein Studium daher nur an der Universität Lissabon.
1991 lernte Remédios den osttimoresischen Exilpolitiker José Ramos-Horta kennen, als dieser im Rahmen eines Diplomatenkurses an der University of New South Wales als Dozent tätig war. Remédios belegte im selben Jahr einen Kurs über Erdöl an der University of Dundee und schloss an der National University of Singapore ein Studium des internationalen Wirtschaftsrechts ab. Als es am 12. November in Dili zum Santa-Cruz-Massaker kam, gründete Remédios zusammen mit Pater Francisco Fernandes ein Zentrum für humanitäre Hilfe in Macau, das Osttimoresen helfen sollte, die aus ihrem Land fliehen wollten.
1997 wanderte Remédios nach Großbritannien aus, von wo er weiter für das Hilfszentrum aus arbeitete. Nach dem Abzug der Indonesier aus Osttimor kehrte er in seine Heimat zurück, wo er seitdem als Rechtsanwalt arbeitete. Ab 2006 vertrat er den bisherigen Innenminister Rogério Lobato, dem vorgeworfen wurde, er habe während der Unruhen in Osttimor 2006 Zivilisten bewaffnet, um gegen politische Gegner vorzugehen. Im selben Jahr wurde Remédios offizieller Berater für internationale Investitionen, insbesondere für die Regionen China und Hongkong, von Ramos-Horta, der inzwischen Premierminister und 2007 Präsident wurde. Außerdem übernahm Remédios die juristische Vertretung von Alfredo Alves Reinado, dem Führer der Rebellen, die aus den Protesten hervorgegangen waren. Damit arbeitete Remédios gleichzeitig für drei konträre Mandanten. Lobato wurde zu siebeneinhalb Jahren Gefängnis verurteilt und Reinado kam beim Attentat in Dili am 11. Februar 2008 ums Leben, als er mit seinen Männern das Wohnhaus von Präsident Ramos-Horta angriff, der dabei schwer verletzt wurde. Remédios blieb weiterhin Berater des Präsidenten.
2014 vertrat Remédios António Tomás Amaral da Costa, den Chef des CPD-RDTL, nachdem er sich 2014 den Behörden gestellt hatte und eine US-Amerikanerin, die verhaftet wurde, nachdem man bei einem Mitreisenden im Sammeltaxi Drogen gefunden hatte. Costa blieb einige Monate im Hausarrest, die Amerikanerin konnte 2015 in die Heimat ausreisen. Im Dezember gelang Remédios auch die Freilassung von Mauk Moruk zu erreichen, dem vorgeworfen wurde, Unruhen anstiften zu wollen. Im Januar 2015 nahm Mauk Moruks KRM in Laga zwei Polizisten als Geiseln und verwundete zwei weitere. Nach der Freilassung der Geiseln floh Mauk Moruk mit seinen Leuten in die Wildnis. Nach mehreren Gefechten wurde Mauk Moruk von Polizei und Armee gestellt und bei einem Schusswechsel getötet.
Am 1. Juli 2023 wurde Remédios in der IX. Regierung von Premierminister Xanana Gusmão zum Vizeminister für die Stärkung der Institutionen vereidigt.

## Sonstiges
Remédios gehört das Hotel California in der Nähe des Präsidentenpalast in Dili.
2012 erhielt Remédios die Medalha de Mérito.